# Азим Нуредин
Азим Нуредин (на албански: Azim Nuredin; на македонска литературна норма: Азим Нуредин) е офицер, генерал-майор от Северна Македония от албански произход.

## Биография
Роден е 3 март 1969 г. в битолското село Древеник в семейството на Шабан и Зехра. През 1989 г. завършва военната гимназия в Белград. В периода 1989 – 1994 г. учи във Военната академия на Сухопътните войски в Белград. Службата му започва като командир на взвод през 1994 г. в Струмица. Остава на този пост до 1996 г. От 1996 до 1998 г. е офицер за сигурност при Върховния командир на въоръжените сили на Република Македония в Скопие. От 1998 г. първоначално е командир на взвод, а след това и заместник-командир на рота в гарнизона в Петровец. От 1999 до 2000 г. е заместник-командир на обучителна рота. Между 2000 и 2002 г. е командир на караула. След това до 2003 г. е командир на гранична рота. Между 2004 и 2006 г. е отново е командир на гранична рота. През 2016 г. завършва курс в Генералщабната академия „Михайло Апостолски“. В периода 2006 – 2012 г. е командир на 2 мп батальон и командир на гарнизона в Охрид. Между 2012 и 2015 г. е началник на щаба на полка за специални операции. През 2014 г. е част от мирната мисия на НАТО в Афганистан. От 2015 г. е адютант на президента на Република Македония. Същата година става началник-щаб на Обединеното оперативно командване (ЗОК). През 2018 г. е назначен за заместник-началник на Генералния щаб на армията на Република Македония.

## Звания
- Подпоручик (1994)
- Поручик (1995)
- Капитан (1999)
- Майор (2004)
- Подполковник (2008)
- Полковник (2012)
- Бригаден генерал (2015)
- Генерал-майор (2018)